# Alaemon hamertoni
Alaemon hamertoni là một loài chim trong họ Alaudidae.
Các tên gọi thông thường trong tiếng Anh của nó là lesser hoopoe-lark và Witherby's lark, nghĩa đen tương ứng là sơn ca đầu rìu nhỏ và sơn ca Witherby.

### Phân loài
Ba phân loài được công nhận:
- Sơn ca đầu rìu nhỏ Warangeli (A. a. alter) - Witherby, 1905: Bắc và đông bắc Somalia.
- Sơn ca đầu rìu nhỏ Burao (A. a. tertius) - Clarke, S, 1919: Tây bắc Somalia.
- A. a. hamertoni - Witherby, 1905: Trung Somalia.